# 日本貨物鉄道関西支社
日本貨物鉄道関西支社（にほんかもつてつどうかんさいししゃ）とは、日本貨物鉄道（JR貨物）の支社の一つ。
所在地は、大阪府大阪市北区芝田2-4-24（JR西日本本社ビル内）。
国鉄時代の金沢・大阪・天王寺・福知山・岡山・米子・広島の7ヶ所の鉄道管理局ならびに四国総局の貨物部門の流れを汲み、西日本旅客鉄道（JR西日本）と四国旅客鉄道（JR四国）のエリア内における鉄道貨物輸送を管轄する。

## 支店・営業所
- 支店
  - 金沢支店 - 石川県金沢市高柳町10-1-4（金沢貨物ターミナル駅構内）
  - 近畿支店 - 大阪府大阪市東住吉区今林3-1-7（百済貨物ターミナル駅構内）
  - 岡山支店 - 岡山県岡山市北区駅前町2-1-7（JR西日本岡山支社ビル内）
  - 四国支店 - 香川県高松市香西南町347-2（高松貨物ターミナル駅構内）
  - 広島支店 - 〒730-0022  広島県広島市中区銀山町ひろしまハイビル21 3-1 15階）
- 営業所
  - 富山営業所（金沢支店管轄） - 富山県富山市下赤江中摺15（富山貨物駅構内）
  - 高岡営業所（金沢支店管轄） - 富山県高岡市吉久1-1-120（高岡貨物駅構内）
  - 福井営業所（金沢支店管轄） - 福井県福井市花堂北1-1-25（南福井駅構内）
  - 京都営業所（近畿支店管轄） - 京都府京都市下京区梅小路頭町10（京都貨物駅構内）
  - 神戸営業所（近畿支店管轄） - 兵庫県神戸市須磨区大池町5-1-21（神戸貨物ターミナル駅構内）
  - 姫路営業所（近畿支店管轄） - 兵庫県姫路市別所町別所1934（姫路貨物駅構内）
  - 米子営業所（岡山支店管轄） - 鳥取県米子市二本木500（伯耆大山駅構内）
  - 福山営業所（岡山支店管轄） - 広島県福山市引野町4-50-1（東福山駅構内）
  - 松山営業所（四国支店管轄） - 愛媛県伊予市上三谷柿ノ木甲4255（松山貨物駅構内）
  - 大竹営業所（広島支店管轄） - 広島県大竹市立戸1-1-1（大竹駅構内）
  - 山口営業所（広島支店管轄） - 山口県周南市清水2-16-1（新南陽駅構内）
  - 宇部営業所（広島支店管轄） - 山口県宇部市西宇部南4-11-32（宇部駅構内）
  - 下関営業所（広島支店管轄） - 山口県下関市東大和町2-7-7（下関駅構内）

## 保有路線

### 第一種鉄道事業路線
| 線名     | 区間                                        | 営業キロ | 備考 |
| -------- | ------------------------------------------- | -------- | ---- |
| 関西線   | 平野駅 - 百済貨物ターミナル駅               | 1.4km    |      |
| 新湊線   | 能町駅 - 高岡貨物駅                         | 1.9km    |      |
| 東海道線 | 吹田貨物ターミナル駅 - 大阪貨物ターミナル駅 | 8.7km    |      |

### 第二種鉄道事業路線
| 線名                 | 区間                                                     | 営業キロ | 第一種鉄道事業者   | 備考                                                                |
| -------------------- | -------------------------------------------------------- | -------- | ------------------ | ------------------------------------------------------------------- |
| 赤穂線               | 相生駅 - 東岡山駅                                        | 57.4km   | 西日本旅客鉄道     |                                                                     |
| 宇野線               | 岡山駅 - 茶屋町駅                                        | 14.9km   | 西日本旅客鉄道     |                                                                     |
| 大阪環状線           | 福島駅 - 西九条駅                                        | 2.6km    | 西日本旅客鉄道     |                                                                     |
| 片町線               | 徳庵駅 - 放出駅                                          | 1.8km    | 西日本旅客鉄道     |                                                                     |
| 片町線               | 正覚寺信号場 - 平野駅                                    | 1.5km    | 西日本旅客鉄道     |                                                                     |
| 片町線               | 神崎川信号場 - 吹田貨物ターミナル駅                      | 3.7km    | 西日本旅客鉄道     |                                                                     |
| 湖西線               | 山科駅 - 近江塩津駅                                      | 74.1km   | 西日本旅客鉄道     |                                                                     |
| 桜島線               | 西九条駅 - 安治川口駅                                    | 2.4km    | 西日本旅客鉄道     |                                                                     |
| 山陽線               | 神戸駅 - 下関駅                                          | 528.1k   | 西日本旅客鉄道     |                                                                     |
| 高山線               | 猪谷駅 - 富山駅                                          | 36.6km   | 西日本旅客鉄道     | 猪谷駅 - 速星駅間は事業免許のみ保有                                 |
| 東海道線             | 米原駅 - 神戸駅                                          | 139.0km  | 西日本旅客鉄道     | 吹田貨物ターミナル駅 - 宮原操車場 - 尼崎駅間 (12.2 km) は北方貨物線 |
| 東海道線             | 吹田貨物ターミナル駅 - 大阪駅（うめきたエリア） - 福島駅 | 10.0km   | 西日本旅客鉄道     | 梅田貨物線 第一種鉄道事業者のキロ数設定なし                         |
| 伯備線               | 倉敷駅 - 伯耆大山駅                                      | 138.4km  | 西日本旅客鉄道     |                                                                     |
| 氷見線               | 高岡駅 - 伏木駅                                          | 7.3km    | 西日本旅客鉄道     |                                                                     |
| 北陸線               | 米原駅 - 敦賀駅                                          | 45.9km   | 西日本旅客鉄道     |                                                                     |
| 本四備讃線           | 茶屋町駅 - 児島駅                                        | 12.9km   | 西日本旅客鉄道     |                                                                     |
| 本四備讃線           | 児島駅 - 宇多津駅                                        | 18.1km   | 四国旅客鉄道       |                                                                     |
| 予讃線               | 高松駅 - 松山貨物駅                                      | 200.3km  | 四国旅客鉄道       |                                                                     |
| おおさか東線         | 神崎川信号場 - 放出駅 - 正覚寺信号場                     | 15.4km   | なし               | 大阪外環状鉄道が第三種鉄道事業者                                    |
| ハピラインふくい線   | 敦賀駅 - 大聖寺駅                                        | 84.3km   | ハピラインふくい   |                                                                     |
| IRいしかわ鉄道線     | 大聖寺駅 - 倶利伽羅駅                                    | 64.2km   | IRいしかわ鉄道     |                                                                     |
| あいの風とやま鉄道線 | 倶利伽羅駅 - 市振駅                                      | 100.1km  | あいの風とやま鉄道 |                                                                     |
| 日本海ひすいライン   | 市振駅 - 直江津駅                                        | 59.3km   | えちごトキめき鉄道 |                                                                     |

## 車両工場
- 広島車両所

## 車両基地
- 富山機関区（富山）
- 吹田機関区（吹）
- 岡山機関区（岡）
- 広島車両所（広）

## 乗務員区所
- 富山機関区
- 敦賀機関区
- 吹田機関区
- 岡山機関区
- 広島機関区
- 幡生総合鉄道部
- 米子総合鉄道部
- 新南陽総合鉄道部

## 保全センター・保全区
- 関西保全技術センター
- 金沢保全区
- 岡山保全区
- 広島保全区

## 管内の駅
2024年3月16日現在の駅一覧。この書体で*印が付く駅は、コンテナ貨物の取扱駅。
- IRいしかわ鉄道線
  - 松任駅・金沢貨物ターミナル駅*
- あいの風とやま鉄道線
  - 魚津駅・富山貨物駅*・越中大門駅
- 赤穂線
  - 西浜駅
- 片町線
  - 徳庵駅
- 関西線
  - 百済貨物ターミナル駅*
- 桜島線
  - 安治川口駅*
- 山陽線
  - 兵庫駅・神戸貨物ターミナル駅*・宝殿駅・姫路貨物駅*・御着駅・岡山貨物ターミナル駅*・東福山駅*・福山駅・糸崎駅・広島貨物ターミナル駅*・大竹駅*・岩国駅*・下松駅・新南陽駅*・宇部駅*・厚狭駅・新下関駅・下関駅*
- 新湊線
  - 高岡貨物駅*
- 高山線
  - 速星駅*・西富山駅
- 東海道線
  - 米原駅・守山駅・石山駅・膳所駅・京都貨物駅*・向日町駅・吹田貨物ターミナル駅*・大阪貨物ターミナル駅*
- 日本海ひすいライン
  - 糸魚川駅・青海駅
- 伯備線
  - 伯耆大山駅*
- ハピラインふくい線
  - 芦原温泉駅・南福井駅*
- 氷見線
  - 能町駅・伏木駅
- 北陸線
  - 敦賀駅・高月駅
- 予讃線
  - 高松駅・高松貨物ターミナル駅*・多度津駅・伊予三島駅*・新居浜駅*・松山貨物駅*
- オフレールステーション (ORS)・新営業所
  - 青海ORS・敦賀港新営業所・福知山ORS・和歌山新営業所・湖山ORS・東松江新営業所・防府貨物新営業所・高知ORS・徳島ORS

### 廃駅
- 1990年（平成2年）3月10日廃止 - 富山駅
- 1992年（平成4年）10月1日廃止 - 斗賀野駅・多ノ郷駅
- 1994年（平成6年）3月21日廃止 - 姫路駅（姫路貨物駅へ機能移転）
- 1996年（平成8年）7月25日廃止 - 小杉駅
- 1997年（平成9年）11月1日廃止 - 柳井駅
- 1999年（平成11年）4月1日廃止 - 松尾寺駅・梅迫駅・貴生川駅
- 2003年（平成15年）12月1日廃止 - 神戸港駅
- 2004年（平成16年）4月1日廃止 - 湖山駅
- 2005年（平成17年）4月1日廃止 - 高知駅
- 2006年（平成18年）4月1日廃止 - 福岡駅・粟津駅・二条駅・高槻駅・浪速駅・尼崎駅・出雲市駅・江津駅・新山口駅・幡生駅・八幡浜駅・立間駅・宇和島駅
- 2006年（平成18年）5月1日廃止 - 宇部港駅
- 2008年（平成20年）4月1日廃止 - 紀伊佐野駅
- 2009年（平成21年）4月1日廃止 - 草津駅[1]
- 2010年（平成21年）4月1日廃止 - 防府貨物駅（防府貨物新営業所のみ存続）[1]
- 2012年（平成24年）4月1日廃止 - 広オフレールステーション[2]
- 2013年（平成25年）4月1日廃止 - 梅田駅・寺井駅[3]
- 2014年（平成26年）4月1日廃止 - 岡見駅・益田駅・宇部岬駅・居能駅・美祢駅・重安駅
- 2015年（平成27年）4月1日廃止 - 米子駅・東松江駅（東松江新営業所のみ存続）
- 2016年（平成28年）4月1日廃止 - 黒部駅[3]・東富山駅[3]
- 2017年（平成29年）4月1日廃止 - 二塚駅・魚津オフレールステーション（魚津駅自体は存続）[4]
- 2019年（平成31年）4月1日廃止 - 敦賀港駅（敦賀港新営業所のみ存続）
- 2020年（令和2年）3月14日廃止 - 松山駅（松山貨物駅へ機能移転）
- 2021年（令和3年）5月1日廃止 - 糸崎新営業所（糸崎駅自体は存続）[5]